# Luigi Conti (1929–2015)
Luigi Conti (ur. 2 marca 1929 w Ceprano we Włoszech, zm. 5 grudnia 2015 w Viterbo) – włoski duchowny katolicki, arcybiskup, nuncjusz apostolski.

## Życiorys
29 września 1954 otrzymał święcenia kapłańskie i został inkardynowany do diecezji Veroli-Frosinone. W 1957 rozpoczął przygotowanie do służby dyplomatycznej na Papieskiej Akademii Kościelnej.
1 sierpnia 1975 został mianowany przez Pawła VI nuncjuszem apostolskim na Haiti oraz arcybiskupem tytularnym Gratiana. Sakry biskupiej udzielił mu 5 października 1975 ówczesny Sekretarz Stanu - kardynał Jean-Marie Villot. 
Następnie w 1983 został przedstawicielem Watykanu w Iraku i Kuwejcie (1983-1987). W latach 1987–1991 pracował jako nuncjusz w Ekwadorze, a następnie w Hondurasie (1991-1999) i w Turcji (1999-2001). 
8 sierpnia 2001 został mianowany nuncjuszem na Malcie i w Libii, pełnił tę funkcję do przejścia na emeryturę 5 czerwca 2003.